# Gmina Worth (hrabstwo Boone, Iowa)

Położenie Gminy Worth w hrabstwie Boone

Gmina Worth (ang. Worth Township) – gmina w USA, w stanie Iowa, w hrabstwie Boone. Według danych z 2000 roku gmina miała 655 mieszkańców.